# Deuteronomos fuscata
Deuteronomos fuscata là một loài bướm đêm trong họ Geometridae.